# FK Pelister Bitola
El FK Pelister Bitola (en macedònic ФК Пелистер) és un club de futbol macedoni de la ciutat de Bitola.

## Història
El club fou format el 1924 amb el nom d'Omladina, adoptant més tard el de Pelister i SK Bitola. Després de la II Guerra Mundial, el 1945 l'equip adoptà de nou el nom de Pelister, que ha mantingut des d'aleshores.

## Palmarès
- Copa macedònia de futbol: 1
  - 2001